# 김슬애
김슬애(金瑟愛, 1988년 9월 1일~)는 가톨릭평화방송의 아나운서이다.

## 진행 프로그램

### 텔레비전
- 가톨릭 뉴스

### 라디오
- 그대에게 평화를 장환진, 김슬애입니다 (2017년 12월 4일 ~ 2018년 12월 2일) (평일), (2018년 12월 3일 ~ 2019년 11월 29일)
- 아름다운 사랑 아름다운 나눔 (2016년 4월 24일 ~ 2018년 5월 13일)